# Ниробський ВТТ
Ниробський ВТТ (рос. НЫРОБСКИЙ ИТЛ, Ныроблаг) — підрозділ, що діяв в структурі Головного управління виправно-трудових таборів Народного комісаріату внутрішніх справ СРСР (ГУЛАГ НКВД).
Організований 04.01.45 — виділений з Усольського ВТТ;

діючий на 01.01.60.

## Підпорядкування та дислокація
- УЛЛП з 04.01.45;
- ГУЛЛП з 04.03.47;
- ГУЛАГ МЮ з 02.04.53;
- ГУЛАГ МВС з 28.01.54;
- ГУЛЛП з 02.08.54;
- ГУЛАГ МВС з 13.06.56;
- ГУВТК МВС СРСР з 27.10.56;
- МВС РРФСР з 01.12.57;
- ГСЛ МВС РРФСР з 05.02.58.

Дислокація: Молотовська (нині Пермська) обл., Ниробський р-н, с. Нироб

## Виконувані роботи
- лісозаготівлі,
- обслуговування судоремонтних майстерень у Березівському затоні,
- деревообробка, випуск шпал, меблеве, швейне, взуттєве і гончарне виробництва,
- вантажно-розвантажувальні, сплавні і будівельні роботи,
- обслуговування лісовозних залізниць і хутромайстерень,
- с/г роботи,
- будівництво житлобудівельного цеху, вузькоколійних залізниць і автодоріг, виробництво цегли.

## Чисельність з/к
- 07.45 — 13 414,
- 01.01.46 — 12 475,
- 01.01.47 — 14 065,
- 01.01.48 — 24 870,
- 01.01.50 — 20 282,
- 01.01.52 — 24 810,
- 01.01.53 — 25 113 ,
- 15.07.53 — 15 819;
- 01.01.54 — 15 043,
- 01.01.55 — 16 851,
- 01.01.56 — 17 552,
- 01.01.58 — 19 073,
- 01.01.59 — 19 618,
- 01.01.60 — 14 362.